# ウラベニホテイシメジ
ウラベニホテイシメジ（裏紅布袋占地・裏紅布袋湿地、学名: Entoloma sarcopum）は、ハラタケ目イッポンシメジ科イッポンシメジ属の中型から大型のキノコ。山にキノコ狩りに行って目にすることも多い。食用できるキノコのひとつであるが、有毒のクサウラベニタケやイッポンシメジと非常によく似ているため、誤食による中毒事故が多い。本種を「イッポンシメジ」とよぶ地域もある。そのほか、イッポン（埼玉県）、ニュウドウ（千葉県房総丘陵）、アブラシメジ、スネナガ、ダイコクシメジなどの地方名もある。

## 学名について
旧学名は Rhodophyllus crassipes (Imaz. et Toki) Imaz. et Hongo であったが、1924年にセイロン島で発見された別のキノコに付けられた学名であったことが1999年になって判明し（＝同名）、すでに変更されていた属名を付けると共に種小名が新しく付けられた。
ちなみに、本来の E. crassipes はトーマス・ペッチにより新種記載されたが、現在はムラサキシメジ属に編入され、Lepista hyalodes (Berk. & Broome) Pegler
1986 の学名が与えられている。

## 分布・生態
日本に分布する外生菌根菌（共生性）のキノコ。
初秋から晩秋にかけて、コナラ、ミズナラ、シイ、カシ、クヌギなどのブナ科広葉樹林や、アカマツなどの針葉樹が混じった雑木林の林床に群生か散生、あるいは単生する。コナラを中心とした広葉樹林によく生える。サクラシメジと同じような環境に発生する。

## 形態
子実体は傘と柄からなる。傘は径7 - 15センチメートル (cm) 、先の丸い円錐形から中高の平らに開く。表面は平滑で灰褐色の地色に、白色の網状繊維紋に覆われて、のちに白い粉を吹いたような細かいかすり模様となる。しばしば、指で押したような丸い斑模様が出る（これは本種のみの特徴）。傘に吸水性はない。ヒダはやや疎、柄に湾生し、幼菌の時は汚白色（黄色を帯びたクリーム色）、成菌になると肉色（ピンク色）となる。
柄の長さは10 - 20 cmで、下部がやや太くなることも細くなることもあり、白色で繊維質。肉は白色で粉臭があり、苦味がある。

## 食用
食用キノコである。柄が長く、大型になるためキノコ狩りの対象として人気がある。うまみはそれほどでもなくダシも出ないが、繊維質のしっかりした歯ごたえがあり、歯切れが良い。味はほろ苦く、多少粉臭が気になる場合があるので、さっとゆでこぼして料理されることもある。すき焼き、天ぷら、各種汁物の具などに利用する。素焼きやホイル焼きにして、醤油をつけて苦みを感じながら食べるのもよい。

## 類似種との判別
似た仲間に有毒のイッポンシメジやクサウラベニタケがあり誤食が多いことや、東北地方や関東地方など本菌のことを「イッポンシメジ」と呼ぶ地方があることなどから、新聞などでも有毒と誤って掲載されたこともあるが、全くの食用菌である。これらのキノコは傘の表面にかすり模様や斑紋がなく、乾くと色褪せるのに対し、ウラベニホテイシメジには傘の表面に白い粉のようなものがあって色褪せず、丸い模様が出ることで同定できるが、キノコの状態によっては誤認することがあるので注意が必要。また、ウラベニホテイシメジは柄が太くて肉に苦味があるが、毒キノコのイッポンシメジやクサウラベニタケには中空で苦味がないことでも区別ができる。ただし、毒キノコのクサウラベニタケもヒダの色が肉色をしている。一緒に生えていることもあり、少しでも疑がわしいときは食べない方がよい。
正確に同定するには、グアヤクチンキ（グアヤク樹脂のエチルアルコール溶液）及び硫酸バニリンとの反応を見るのがよい。ウラベニホテイシメジの場合、グアヤクチンキとは反応せず、硫酸バニリンに反応して赤紫色に変色する（クサウラベニタケは前者と反応して緑色に変色し、後者とは反応しない）。本種とクサウラベニタケは互いに混じりあって発生することもあり、毒キノコの識別に慣れた専門家でさえ間違って採取し、中毒を起こすこともあるという。